# Überlagerungslenkgetriebe
Das Überlagerungslenkgetriebe dient zur Lenkung von Kettenfahrzeugen (z. B. Baggern oder Panzern). Es ist ein mit zwei Planetengetrieben ausgeführter Nachfolger der „Cletrac“-Lenkung, die Anfang der 1920er Jahre von der US-amerikanischen Cleveland Tractor Company für ihre Schlepper mit Kettenlaufwerk entwickelt wurde. Die Cletrac-Lenkung wird über zwei Hebel bedient, die über Lenkbremsen (Bandbremsen) auf das Differentialgetriebe wirken.
Ein Überlagerungslenkgetriebe ist in der Herstellung aufwendiger, da es einen eigenen Antriebsmotor benötigt, hat aber geringere Energieverluste und ist leichter und präziser zu bedienen. Die Funktionsweise ähnelt der eines Differentialgetriebes, mit dem Unterschied, dass sich die Drehzahlunterschiede zwischen rechter und linker Antriebsachse nicht selbsttätig einstellen, sondern von einem zweiten Antriebsmotor vorgegeben werden.
Die deutsche Firma Renk GmbH ist ein namhafter Hersteller von Überlagerungslenkgetrieben und Überlagerungsgetrieben.

## Aufbau

Schema für Überlagerungslenkgetriebe

Das Überlagerungslenkgetriebe besteht im Wesentlichen aus folgenden Teilen:
- Zwei gleiche, einstufige Planetengetriebe
- Ein gegenläufiges Getriebe
- Eine vom Antriebsmotor des Fahrzeugs angetriebene Hydraulikpumpe (ähnlich der Ölpumpe bei Pkw und Lkw)
- Ein über die Hydraulikpumpe angetriebener Hydraulikmotor
- Hydraulik-Steuerventile

In der einfachsten Form sind die beiden Planetengetriebe parallel zu den Antriebsrädern nebeneinander angeordnet. Die Sonnenräder (inneren Räder) der beiden Planetengetriebe sind durch eine Welle fest miteinander gekoppelt. Diese Welle ist mit dem Motor des Fahrzeuges verbunden und überträgt die Antriebskräfte. Die beiden außenliegenden Treibräder (Antriebsräder) des Kettenlaufwerks sind mit den Planetenradträgern der beiden Getriebe starr (evtl. über ein zusätzliches Vorgelege) verbunden. Die beiden Hohlräder mit Innenzahnkränzen wirken jeweils über ein einfaches Stirnradgetriebe auf zwei Wellen, die über ein Kegelrad-Getriebe gekoppelt sind. Das zentrale Kegelrad besitzt einen eigenen Antrieb, der in der Regel als Hydraulikmotor ausgeführt wird. Der Hydraulikmotor wird über Hydraulik-Steuerventile angesteuert, die das von der Hydraulikpumpe geförderte Öl regulieren. Die Hydraulikpumpe wird vom Haupt-Antriebsmotor des Fahrzeugs angetrieben.

## Funktionsweise

### Geradeausfahrt
Der Antriebsmotor treibt über Kupplung und Schaltgetriebe die Welle mit den beiden Sonnenrädern an. Diese übertragen das Drehmoment auf die zwei Planetenradsätze, die zwischen den Sonnenrädern und den beiden stillstehenden Hohlrädern rotieren. Beide Treibräder haben die gleiche Drehzahl. Das Kettenfahrzeug fährt geradeaus.

### Kurvenfahrt
Zur Kurvenfahrt werden zusätzlich die Hohlräder angetrieben, so dass sich deren Umdrehung mit der Rotation der Achsen bei Geradeausfahrt überlagert.
Über den Hydraulikmotor und das Kegelradgetriebe werden die Hohlräder in eine gegenläufige Umdrehung versetzt. Solange die Drehzahl der Hohlräder deutlich unter der Drehzahl des Hauptantriebs liegt, läuft eine der Ketten schneller als die andere. Steigert sich die Drehzahl der Hohlräder, so bleibt an einem gewissen Punkt eine der Ketten stehen und die andere dreht mit der doppelten Geschwindigkeit. Drehen sich nur die Hohlräder, während der Hauptantrieb ruht, so dreht sich das Fahrzeug im Stand.
Die Umlaufgeschwindigkeit der Planetenräder ergibt sich also aus der Differenz der Drehzahlen des Hauptantriebs und der Hohlräder.
Der Fahrer des Kettenfahrzeugs steuert mit einem Lenkrad die Hydraulik-Steuerventile. Das Hydrauliköl fließt, je nach Einstellung der Steuerventile, durch einen von drei Arbeitskreisen. Ein Kreis ist für den Leerlauf bestimmt. Das Öl wird dabei, ohne zum Hydraulikmotor zu gelangen und ohne eine Arbeitsleistung zu vollbringen, lediglich im Kreis befördert. Die beiden anderen Arbeitskreise sind für je eine Öl-Förderungsrichtung vorgesehen. Je nach Einstellung der Steuerventile wird das Öl entweder in der einen oder anderen Flussrichtung durch den Hydraulikmotor getrieben. Dies bewirkt eine Rotation der Hydraulikmotor-Achse in die eine oder andere Richtung. Der Hydraulikmotor treibt das gegenläufige Getriebe an seinem äußeren Kegelrad an und es ergeben sich unterschiedliche Drehzahlen und -richtungen an den Antriebsrädern.
Unter Vollgas lassen sich Kurven durch die erhöhte Öl-Fördermenge schneller und enger fahren.

## Überlagerungsgetriebe
Das Überlagerungsgetriebe basiert auf dem gleichen Grundprinzip mit nur einem Planetengetriebe. Es wurde ab 1985 für den Antrieb von Drehstromgeneratoren in Kühl- und Containerschiffen mit Hilfe des Schiffsdieselmotors eingesetzt, der je nach Fahrgeschwindigkeit mit unterschiedlichen Drehzahlen arbeitet. Über eine geregelte Hydraulikpumpe und einen Hydraulikmotor wird das Hohlrad so angetrieben, dass sich am Abtrieb eine konstante Drehzahl für den Generator ergibt. Damit ist es sogar möglich, die Frequenz mehrerer Generatoren mit jeweils bis zu 2000 kW Wirkleistung zu synchronisieren und sie im Parallelbetrieb einzusetzen. Der typische Regelbereich eines Überlagerungsgetriebes umfasst bis zu ±15 % bei einem Wirkungsgrad von bis zu 97 % und ist damit effizienter als der von separaten Hilfsdieselantrieben. Ab dem Jahr 2000 wurden diese mechanisch-hydraulischen Einheiten aufgrund zunehmender Wettbewerbsfähigkeit von Leistungshalbleitern durch Wellengeneratoren mit leistungsfähigen Frequenzumrichtern ersetzt.